# Риносинусит
Риносинуси́т — це одночасне ураження слизової оболонки носа (риніт) та інфекція слизової оболонки навколоносових пазух (синусит). Розрізняють гострий риносинусит і хронічний риносинусит.

## Фон
Оскільки синуситу зазвичай передує інфекція слизової оболонки носа, деякі автори пропонують взагалі замінити термін «синусит» на «риносинусит». На користь такої заміни говорить функціональна єдність двох слизових оболонок.

## Види
Розрізняють гострий і хронічний риносинусит. 
Гострий синусит триває максимум 12 тижнів. Клінічними симптомами гострого риносинуситу є гнійні виділення з носа, закладеність носа та/або головний біль напруги або відчуття повноти в області обличчя. Гострий риносинусит може бути викликаний вірусною або бактеріальною інфекцією — в перші дні відрізнити неможливо. Якщо клінічна картина має двоетапний розвиток, це свідчить про бактеріальний риносинусит.
Хронічний риносинусит триває більш як 12 тижнів без повного одужання. Симптоми хронічного риносинуситу менш помітні/виражені, ніж гострого риносинуситу. Хронічний риносинусит характеризується/формується порушенням носового вдиху, відчуттям тиску та припухлості в ділянці обличчя, а також підвищеною сприйнятливістю до інфекції.
Важкі ускладнення зустрічаються рідко, хоч можуть виникати орбітальні та внутрішньочерепні запалення.

## Терапія
Інгаляційна терапія механічно видаляє відкладення та полегшує симптоми алергічних або запальних захворювань, таких як гострий або хронічний риносинусит (ХРС, англ. CRS). За змістом, інгаляційна терапія усуває непрохідність, яка викликає занепокоєння, зменшує подразнення слизової оболонки носа та підтримує механізми самоочищення. Інгаляційна терапія зазвичай згадується в північноамериканських і міжнародних рекомендаціях щодо лікування ХРС (Bachmann et al., 2000). Існують різні підходи до лікування гострого риносинуситу. Крім іншого, можна використовувати знеболювальні, протизапальні краплі в ніс або спреї для зменшення локального набряку слизової, місцеві стероїди та фітотерапевтичні засоби. У разі бактеріального риносинуситу типовим терапевтичним лікуванням є антибіотики.